# Ornela Vištica
Ornela Vištica (Mostar, 18. rujna 1989.) je hrvatska i bosanskohercegovačka kazališna, televizijska i filmska glumica

## Životopis
Za vrijeme rata živjela je u Ljubuškom. Diplomirala je glumu na Akademiji dramskih umjetnosti u Zagrebu. Televizijskoj publici predstavila se ulogom krčmarice Karmen Saga u telenoveli "Larin izbor". 2010. proglašena je najljepšom Hrvaticom u izboru časopisa Globus. 
Članica je ansambla Satiričkog kazališta Kerempuh u Zagrebu.

## Filmografija

### Televizijske i filmske uloge
| Godina        | Naslov          | Uloga                       | Bilješke        |
| ------------- | --------------- | --------------------------- | --------------- |
| 2022.         | Metropolitanci  | Iva Korunić                 | glavna uloga    |
| 2019.         | Pogrešan čovjek | Aleksandra Vidović Crnković | gostujuća uloga |
| 2018.         | Dragi susjedi   | Ornela Bečić                | glavna uloga    |
| 2017.         | Mrtve ribe      | Ivana                       | sporedna uloga  |
| 2016. – 2017. | Prava žena      | Silva Supe                  | glavna uloga    |
| 2015.         | Žene s Dedinja  | Ivona Babić                 | gostujuća uloga |
| 2014. – 2015. | Vatre ivanjske  | Klara Župan                 | glavna uloga    |
| 2011. – 2013. | Larin izbor     | Karmen Sita                 | glavna uloga    |

## Vanjske poveznice
- Ornela Vištica u internetskoj bazi filmova IMDb-u (engl.)